# Hiraya
Hiraya (平谷村, Hiraya-mura) est un village du district de Shimoina, dans la préfecture de Nagano au Japon.

## Géographie
Le village de Hiraya est situé dans le sud-ouest de la préfecture de Nagano, à la limite sud-est de la préfecture de Gifu. Il s'étend sur environ 15 km du nord au sud et comprend dans sa partie sud le cours supérieur du fleuve Yahagi qui prend sa source au mont Ōkawairi dans les monts Kiso et dont l'embouchure se trouve dans la baie de Mikawa (préfecture d'Aichi).
97 % de la superficie du village sont recouverts de forêts.

### Démographie
Au 1er mai 2015, la population de Hiraya s'élevait à 519 habitants répartis sur une superficie de 77,40 km2.

### Municipalités voisines
| Nakatsugawa* | Nakatsugawa*                | Achi        |
| Ena*         | Hiraya(*préfecture de Gifu) | Achi / Anan |
| Neba         | Neba                        | Urugi       |

## Économie
L'économie du village de Hiraya repose sur l'agriculture (maïs, tomates, tournesol) et l'exploitation forestière.

## Histoire
À l'époque Sengoku (milieu du XVe siècle-fin du XVIe siècle), l'actuel village de Hiraya était un important carrefour routier construit sur l'ordre de Takeda Shingen, un des principaux daimyōs ayant combattu pour le contrôle du Japon durant cette époque.
À l'ère Edo (1603-1868), Hiraya est un point de contrôle routier entre les provinces de Mikawa et de Shinano.
En 1889, au cours de la mise en place du nouveau système d'administration des municipalités élaboré par le gouvernement de Meiji, le village de Namiai est créé. Le 1er avril 1934, il est divisé en deux pour former les villages de Namiai et Hiraya.

## Symboles municipaux
La fleur symbole de la municipalité de Hiraya est le tournesol.